# 勒弗洛爾 (密西西比州)
勒弗洛爾（英語：LeFlore）是位於美國密西西比州格拉納達縣的非建制地區。

## 歷史
勒弗洛爾的郵局於1887年設立，其後於1978年停運。

## 地理
勒弗洛爾所處的海拔為高於海平面47米（即154英呎），而該地所採用的時區為UTC-6，即北美中部時區（CST）。同時該地設有夏令時間，為UTC-6調快一小時，即UTC-5（CDT）。